# Halmstads tingsrätt

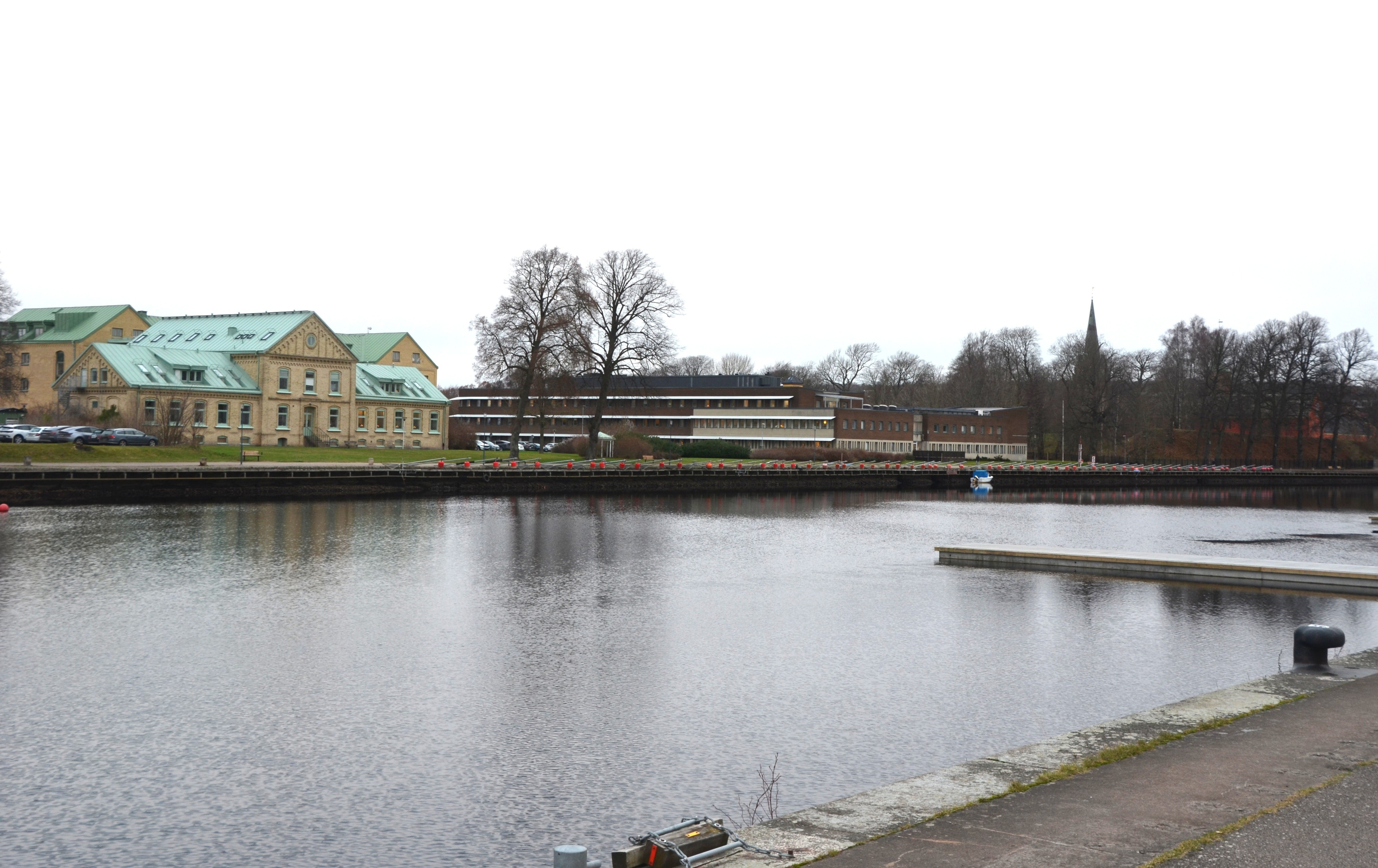
Tingsrätten byggnad, mot Nissan. Till vänster Gamla lasarettet.

Halmstads tingsrätt är en tingsrätt i Sverige vars kansli finns i Halmstad. Domkretsen omfattar södra Hallands län med kommunerna Halmstad, Hylte och Laholm. Tingsrätten med dess domkrets ingår i domkretsen för Hovrätten för Västra Sverige.
Tingsrättens ansvarsområde berör 142 741 invånare.

## Administrativ historik
Vid tingsrättsreformen 1971 bildades denna tingsrätt i Halmstad av Halmstads rådhusrätt med en domkrets motsvarande Halmstads stad. 1974 överfördes Hylte kommun till denna domkrets.
År 1975 uppgick Hallands södra tingsrätt i Halmstads tingsrätt. År 1978 flyttade tingsrätten till ett nytt hus mellan Södra Vägen och Dragvägen på Söder i Halmstad och har tidigare även haft ett tingsställe i Laholm.

## Lagmän
- 1971–1975: Åke Svensson
- 1975: Agge Gustafsson
- 1975–1979: Erik Borglund
- 1980–2001: Nils Ljunggren
- 2001–2013: Jan Waren
- 2013–: Pia Johansson